# وارطان ماخوخیان
وارطان ماخوخیان (ارمنی: Վարթան Մախոխյան؛ ۳۱ مهٔ ۱۸۶۹ – ۱۰ فوریهٔ ۱۹۳۷) یک نقاش ارمنی‌تبار که در امپراتوری عثمانی و فرانسه می‌زیست و به خاطر نقاشی‌های دریایی شناخته شده‌است. پس از تکمیل تحصیلاتش در آکادمی هنرهای برلین به فرانسه، آلمان، مصر و جاهای دیگر مسافرت نمود و نمایشگاه‌های هنری را ترتیب داد.
پس از یک دوره بیماری طولانی ماخوخیان در تاریخ ۱۰ فوریه ۱۹۳۷ در نیس فرانسه در سن ۶۷ سالگی درگذشت.

## جوایز
وی در سال 1925 لژیون دونور با درجه شوالیه را دریافت نمود.

## نگارخانه

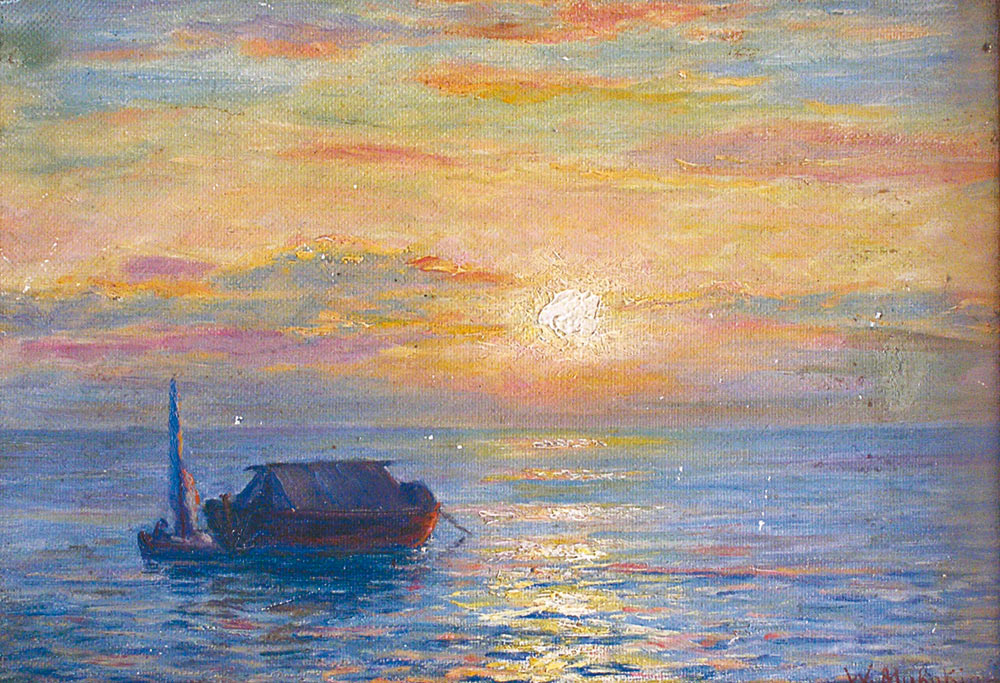
Boat off Trebizond
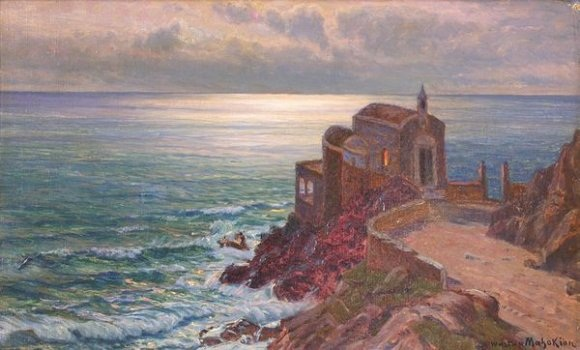
Cliff near Trebizond
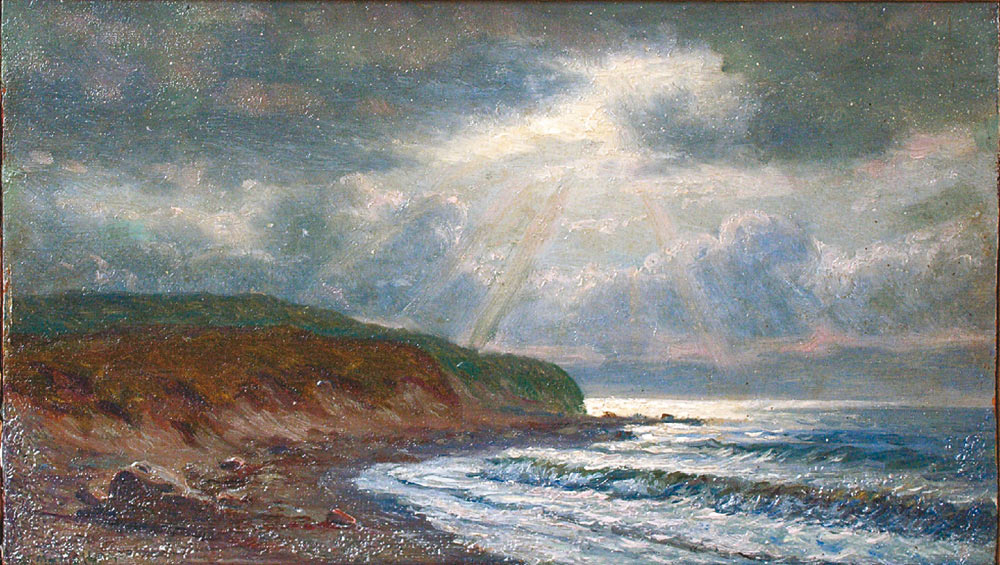
Coast near Trebizond
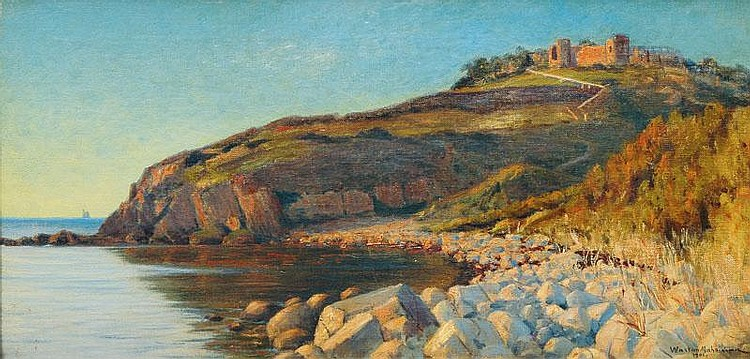
Fortress at the Black Sea Coast
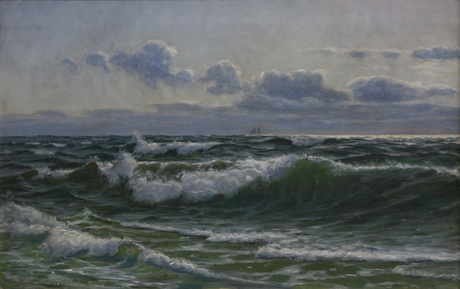
View of the sea (1905)
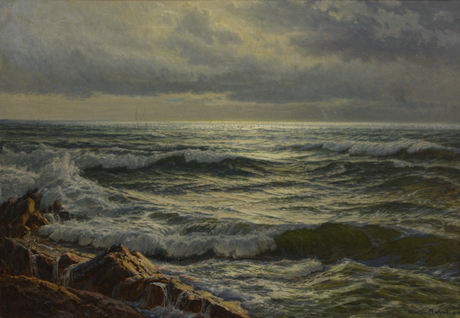
Ocean (1918-1920)